# Tajahuerce
Tajahuerce település Spanyolországban, Soria tartományban. Tajahuerce Arancón, Aldealpozo, Villar del Campo, Pozalmuro, Hinojosa del Campo, Pinilla del Campo és Almenar de Soria községekkel határos. Lakosainak száma 23 fő (2024).

## Népesség
A település népessége az elmúlt években az alábbi módon változott:
| Lakosok száma | 44   | 37   | 38   | 32   | 31   | 30   | 29   | 27   | 24   | 23   |
|               | 2001 | 2004 | 2007 | 2009 | 2012 | 2014 | 2017 | 2019 | 2022 | 2024 |